# Macrodactylus dorsatus
Macrodactylus dorsatus är en skalbaggsart som beskrevs av Hermann Burmeister 1855. Macrodactylus dorsatus ingår i släktet Macrodactylus och familjen Melolonthidae. Inga underarter finns listade i Catalogue of Life.